# 鼓楼街道 (宁波市)
鼓楼街道，是中华人民共和国浙江省宁波市海曙区下辖的一个乡镇级行政单位。因鼓楼而得名:176。

## 历史
唐长庆元年（821年）刺史韩察修建子城，其中南门称为望海军门（宋、明称奉国军门），明万历十三年（1585年）重建，更名为海曙楼，宋、元、明、清时属鄞县武康乡小江里东北隅、东安乡白坛里西北隅，1927年属宁波市第二区，1935年属鄞县县东镇、县西镇，1949年属海曙区，1956年1月撤销海曙区设立苍水街道、孝闻街道、鼓楼街道，1957年7月鼓楼街道并入苍水街道，1960年改为海曙人民公社苍水分社、孝闻分社，1970年1月改为苍水街道革命委员会、孝闻街道革命委员会，1978年7月恢复苍水街道、孝闻街道，1992年10月孝闻街道、苍水街道、江厦街道天后居委会北侧部分合并为鼓楼街道:176:35:360

## 行政区划
鼓楼街道下辖以下地区：
苍水社区、秀水社区、孝闻社区、文昌社区和中山社区。